# Petit Sory
Ibrahim Petit Sory Keita (ur. 30 listopada 1944 w Konakry) – gwinejski piłkarz grający na pozycji napastnika. W swojej karierze rozegrał 36 meczów i strzelił 12 goli w reprezentacji Gwinei.

## Kariera klubowa
Całą swoją karierę klubową Sory spędził w klubie Hafia FC. Zadebiutował w nim w 1969 roku i grał w nim do 1985 roku. Wywalczył z nim dwanaście tytułów mistrza Gwinei w latach 1966, 1967, 1968, 1971, 1972, 1973, 1974, 1975, 1976, 1977, 1978 i 1979, a także trzykrotnie wygrał Puchar Mistrzów w latach 1972, 1975 i 1977.

## Kariera reprezentacyjna
W reprezentacji Gwinei Sory zadebiutował w 1967 roku. W 1970 roku powołano go do kadry na Puchar Narodów Afryki 1970. Wystąpił na nim trzykrotnie w meczach grupowych: z Egiptem (1:4), z Kongiem-Kinszasa (2:2), w którym strzelił gola i z Ghaną (1:1).
W 1974 roku Sory był w kadrze Gwinei na Puchar Narodów Afryki 1974. Rozegrał w nim dwa mecze grupowe: z Zairem (1:2) i z Kongiem (1:1).
W 1976 roku Sory został powołany do kadry na Puchar Narodów Afryki 1976. Wystąpił w nim w sześciu meczach: grupowych z Egiptem (1:1), z Etiopią (2:1), w którym strzelił gola i z Ugandą (2:1) oraz w grupie finałowej z Nigerią (1:1), z Egiptem (4:2) i z Marokiem (1:1). Z Gwineą wywalczył wicemistrzostwo Afryki. W kadrze narodowej grał do 1977 roku. Wystąpił w niej 36 razy i strzelił 12 goli.